# Alcol polivinilico
L'alcol polivinilico (PVA) è un composto chimico di formula (C2H3OR)n dove R è un atomo di idrogeno o un gruppo COCH3, che in condizioni standard si presenta una polvere granulosa, inodore, insapore, traslucida, bianca o di color crema.

## Storia
Il composto è in commercio da oltre 90 anni. Nel 1984, l'FDA riportava come il composto fosse utilizzato in vari prodotti cosmetici in concentrazioni fino al 25% (maschere per il viso, ombretti, matite per le labbra, prodotti per la cura di viso e collo, lacche per capelli, fard, smalti per unghie, prodotti idratanti).
Nel 2003, il PVA veniva prodotto nell'ordine di diverse centinaia di chilotonnellate all'anno in tutto il mondo, il che lo rendeva il polimero idrosolubile con il maggior volume di produzione.

## Caratteristiche strutturali e fisiche
Si tratta di un omopolimero di etenolo. La viscosità varia da 4,8 a 5,8 mPa.s (soluzione al 4% a 20°C), corrispondente a un peso molecolare medio di 26.000 - 30.000 D, e il coefficiente di polimerizzazione del composto è compreso tra 125 e 153 mg KOH/g La gravità specifica del composto si attesta pari a 1,329.
Il PVA è combustibile ed emana fumi (o gas) irritanti o tossici nella fiamma. Particelle finemente disperse formano miscele esplosive in aria. Il composto deve inoltre essere stoccato separatamente da forti ossidanti e acidi forti.
Si decompone a temperature superiori a 200°C e la pressione di vapore è trascurabile. Il composto si degrada se sottoposto alla radiazione ultravioletta e si ammorbidisce o dissolve in acidi o basi.
In generale il PVA possiede una notevole resistenza alla trazione, maggiore flessibilità, durezza e capacità di creare una barriera ai gas, specialmente all'ossigeno, rispetto ad altri polimeri.

## Sintesi
L'alcol polivinilico è una resina sintetica preparata mediante polimerizzazione di acetato di vinile, seguita da una idrolisi parziale dell'estere in presenza di un catalizzatore alcalino. Le caratteristiche fisiche del prodotto dipendono dal grado di polimerizzazione e dal grado di idrolisi. Il prodotto finale può contenere tracce di acetaldeide, acetato di polivinile, acetato di sodio, solvente e catalizzatore.
Transesterificazione:
{\displaystyle {\ce {[-CH2-CH-OCOCH3]n + nCH3OH -> [-CH2-CH-OH]n + nCH3COOCH3}}}
Saponificazione:
{\displaystyle {\ce {[-CH2-CH-OCOCH3]n + nNaOH -> [-CH2-CH-OH]n + nCH3COONa}}}
Reazione secondaria:
{\displaystyle {\ce {CH3COOCH3 + NaOH -> CH3OH + CH3COONa}}}
Il processo di basa sulla parziale sostituzione di gruppi esterici dell'acetato di vinile con gruppi idrossilici in presenza di metossido di sodio idrato o idrossido di sodio. Generalmente l'acetato di vinile viene dissolto in metanolo e successivamente viene aggiunto gradualmente l'idrossido di sodio. Il PVA viene quindi fatto precipitare, lavato e purificato. Lo stadio a cui la reazione viene bloccata, determina il numero di gruppi acetilici residui, che a sua volta influenza le proprietà fisiche del composto: catene più corte rendono il materiale soffice, mentre catene più lunghe rendono il materiale rigido.

## Reattività e caratteristiche chimiche
Soluzioni acquose pure del composto risultano neutre o lievemente acide e soggette a crescita di muffe. Soluzioni al 5% di PVA hanno generalmente un pH compreso tra 5,0 e 6,5.
Il composto risulta solubile in acqua, glicole e glicerolo, praticamente insolubile o insolubile in etanolo (≥ 99,8 %), insolubile in acetone e altri solventi organici. La solubilità in acqua aumenta al diminuire del peso molecolare, pertanto il composto è classificato come idrofilico.
Il PVA può essere identificato mediante reazione di precipitazione e reazione cromatica. La reazione di precipitazione prevede che 0,25g di campione vengano sciolti in 5 ml d'acqua, riscaldandola, e lasciandola raffreddare a temperatura ambiente. Si aggiungono poi 10ml di etanolo che produce un precipitato bianco, torbido o flocculento.
La reazione cromatica prevede invece di sciogliere 0,01 g del campione in 100 ml d'acqua, riscaldandola, e lasciar raffreddare la soluzione a temperatura ambiente. Si produce un colore azzurro quando si aggiunge (a una soluzione di 5 ml) una goccia di soluzione di prova di iodio e poche gocce di soluzione di acido borico. Oppure di sciogliere 0,5 g del campione in 10 ml d'acqua, riscaldandola, e lasciar raffreddare la soluzione a temperatura ambiente. Aggiungendo una goccia di soluzione di prova di iodio a 5 ml di soluzione si produce un colore tra rosso scuro e azzurro.
Un'altra tecnica di rilevazione del composto è legato all'analisi dell'assorbanza del complesso di colore marrone che si forma dalla reazione del composto con l'acido idrossamico di ferro (III).
Data la presenza di gruppi idrossilici secondari, il composto può essere esterificato o eterificato.

## Farmacologia e tossicologia

### Farmacocinetica
Il PVA è malamente assorbito dal tratto gastrointestinale e prontamente eliminato dall'organismo. Il composto non si accumula nel corpo se assunto per via orale. Dopo iniezione intravenosa l'emivita del composto è pari a 90 min, mentre per le gocce oculari, l'emivita si attesta a 7,2 min.

### Effetti del composto e usi clinici
Il PVA viene utilizzato come lubrificante per prevenire l'irritazione e ridurre la secchezza degli occhi. PVA a basso peso molecolare sono stati utilizzati come componenti di prodotti contraccettivi intravaginali.

### Tossicologia
Uno studio condotto sui ratti che prevedeva l'iniezione sottocutenea di PVA per 4 settimane, ha evidenziato la presenza di polimeri a medio e alto peso molecolare nella midollare del surrene, nella milza, nel miocardio, nel fegato e nei reni. Polimeri a basso peso molecolare non sono invece stati ritrovati in alcun tessuto.

### Controindicazioni ed effetti collaterali
Gli effetti collaterali includono: dolore agli occhi, cambiamenti nella visione, rossore e irritazione. Possono inoltre presentarsi: leggera sensazione di puntura, formazione di croste sulle palpebre, iperemia oculare, prurito oculare, sensazione di corpo estraneo, secrezioni oculari e aumento della lacrimazione.

## Applicazioni
Il PVA è utilizzato:
- nell'industria alimentare: addensante, agente lucidante,[24] e film di rivestimento per integratori alimentari[25]
- nel settore cosmetico in concentrazioni fino al 13%: legante, filmogeno e agente viscosizzante[9]
- nel settore medico: per la produzione di nanotubi, fili chirurgici,[5] tubi e drenaggi[26] e come idrogel cationico per lubrificare le protesi cartilaginee[27]
- nell'industria cartaria: addensante nella produzione di cartone e carta patinata[28]
- nel settore della plastica: imballaggi a contatto con gli alimenti,[5] nella produzione di manufatti in vetroresina, rivestimenti superficiali, pellicole, prodotti di rifinitura, nella produzione di spugne artificiali e dei tubi per il carburante[29]
- nel settore dei rivestimenti: negli adesivi e come legante in rivestimenti rimovibili[28]
- nell'industria tessile: nell'orditura e dimensionamento dei filati, adesivo per fibre naturali[15]
- negli inchiostri di stampa su plastica e ceramica[30]

## Impatto ambientale
Il composto è biodegradabile attraverso idrolisi.

## Legislazione
- Annex II to Regulation (EC) No 1333/2008